# I Don't Know Why (chanson de Stevie Wonder)
Pour les articles homonymes, voir Don't Know Why (homonymie).
Singles de Stevie Wonder
For Once In My Life
(1968) My Cherie Amour
(1969)
I Don't Know Why, parfois rééditée ou reprise sous le titre Don't Know Why I Love You, est une chanson de Stevie Wonder sortie en single en 1969. 
Quatrième extrait issu de son album For Once in My Life, la chanson est ensuite reprise par les Jackson 5, les Rolling Stones ou encore Thelma Houston. 

## Contexte
Après les succès de Shoo-Be-Doo-Be-Doo-Da-Day, You Met Your Match et For Once in My Life, I Don't Know Why est le quatrième single extrait de son album For Once in My Life.
La chanson, enregistrée à Hitsville USA, est co-écrite par Don Hunter, Lula Mae Hardaway, Paul Riser (en) et Stevie Wonder, le titre étant produit par Don Hunter et Stevie Wonder.
Il sort en single le 28 janvier 1969, accompagné de My Cherie Amour en face B, un titre écrit deux ans plus tôt par Wonder lui-même (référence T 54180). Quelques mois plus tard, le single est réédité, avec les faces inversées en raison de la popularité grandissante de My Cherie Amour, qui finira par atteindre la 4e place du Billboard Hot 100. Cette face B n'étant pas présente sur son album For Once in My Life, Motown décidera de produire son album suivant My Cherie Amour diffusé fin août 1969. 

### Crédits
- Stevie Wonder : voix, clavinet[8]
- The Funk Brothers : tous les autres instruments

## Classement
| Classement (1969)                             | Meilleure position |
| --------------------------------------------- | ------------------ |
| États-Unis (Billboard Hot 100)                | 39                 |
| États-Unis (Hot R&B/Hip-Hop Songs)            | 16                 |
| Royaume-Uni (UK Singles Chart)                | 14                 |
| Canada (RPM Top 100)                          | 41                 |
| Belgique (Ultratop 50 (Belgique francophone)) | 48                 |
| Pays-Bas (Nederlandse Top 40)                 | 22                 |
| Pays-Bas (Single Top 100)                     | 20                 |

## Accueil
Cash Box écrit que "Par rapport aux autres titres de l'album For Once in My Life, Wonder s'adoucit quelque peu sur cette ballade lente et dramatique".

## Reprises
Informations issues de Second Hand Songs, sauf mentions contraires.
- Al Kopper, sur You Never Know Who Your Friends Are (1969)
- The Jackson 5, sur ABC (1970)
- David Porter, sur Gritty, Groovy & Gettin' It (1970)
- The Persuasions (en), sur We Came to Play (1971)
- Les Rolling Stones, sur Metamorphosis (1975). La chanson sort en single le 23 mai 1975[15], accompagnée en face B de Try A Little Harder, et atteint la 42e position au Billboard Hot 100[16] et la 54e place du UK Singles Chart[17]. Leur reprise marque un point tragique dans l'histoire du groupe car les musiciens étaient en train de mixer la chanson lorsqu'ils apprirent la mort de leur ancien compère Brian Jones, le 3 juin 1969[18].
- Thelma Houston, en single et sur Any Way You Like It (en) (1976)
- John Mellencamp, sur Conception - An Interpretation of Stevie Wonder's Songs (2003)
- Brand New Heavies, en single (21e place au Billboard Dance) et sur Get used To It (2007)
- Andrew Roachford, sur Encore (2016)
- Peter Frampton, sur Frampton Forgets the Words (2021)